# Dehydrogenaza mleczanowa

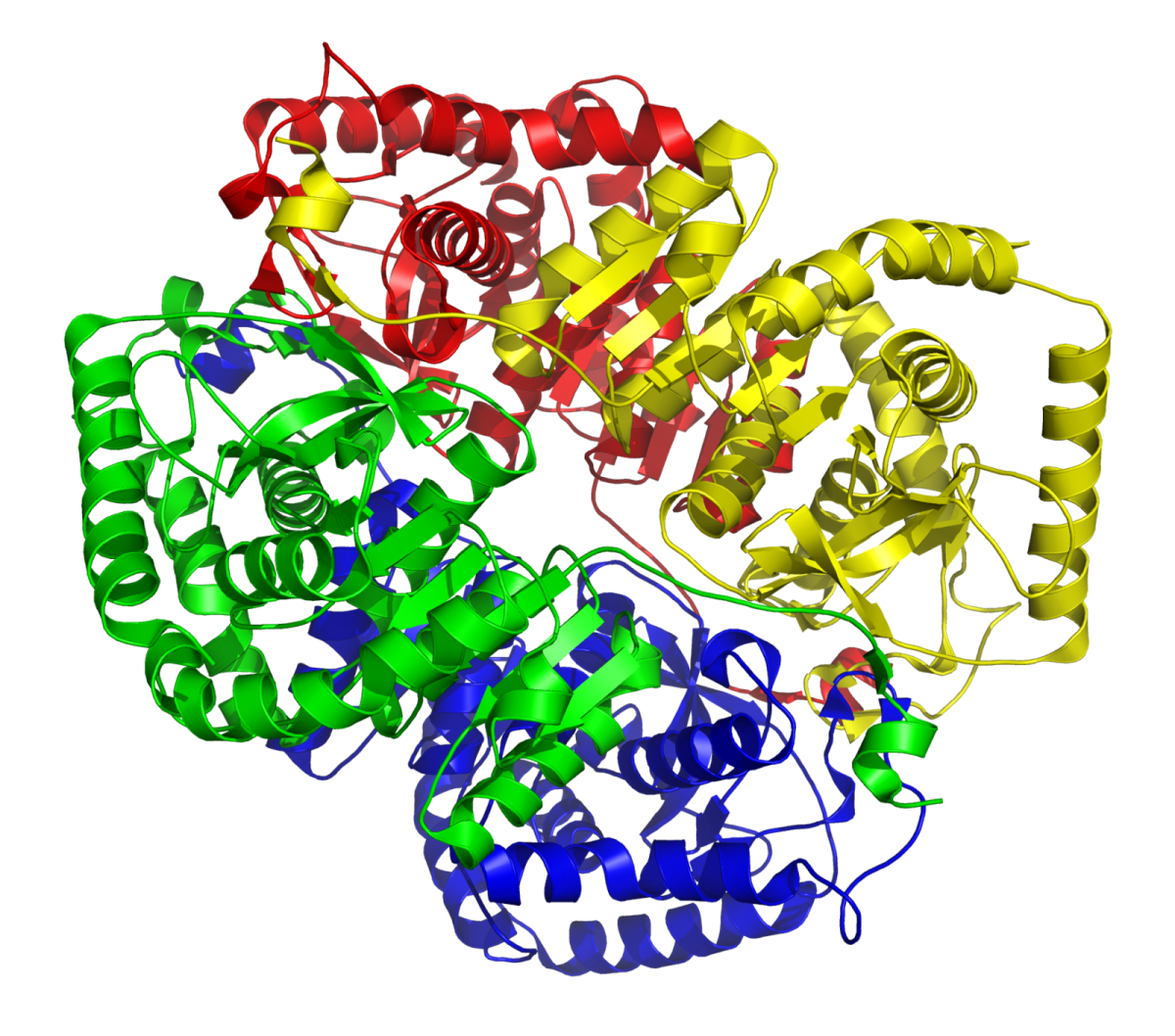
Podjednostka M ludzkiej dehydrogenazy mleczanowej z mięśni szkieletowych

Dehydrogenaza mleczanowa (skrót LDH, od ang. lactate dehydrogenase, EC 1.1.1.27) – enzym z klasy oksydoreduktaz, obecny w wątrobie, mięśniach i jelitach. Katalizuje ostatni etap szlaku glikolitycznego – przejście pirogronianu w mleczan i odwrotnie. 
Cząsteczka LDH jest tetramerem, złożonym z dwóch różnych podjednostek – H ("sercowej") i M ("mięśniowej"), co daje możliwość występowania w postaci pięciu izoenzymów o następującej budowie:
- LDH1 – HHHH, występuje głównie w komórkach mięśnia sercowego
- LDH2 – HHHM, obecna w sercu, erytrocytach, mózgu
- LDH3 – HHMM, obecna w komórkach mózgu, nerki, leukocytach
- LDH4 – HMMM, obecna w wątrobie i mięśniach
- LDH5 – MMMM, obecna głównie w mięśniach, ale też w wątrobie

W surowicy zdrowego człowieka występują wszystkie izoenzymy, ale największą aktywność wykazują LDH1 i LDH2. Ich aktywność znacznie wzrasta we wczesnym okresie zawału mięśnia sercowego (norma 1333 – 3500 nkat/l), a także w stanach nadmiernego rozpadu krwinek czerwonych, czyli hemolizy. LDH jest też wykładnikiem obrotu komórkowego w przypadku niektórych nowotworów - zwłaszcza tych o dużej złośliwości histologicznej: chłoniaków, białaczek, guzów zarodkowych, czerniaka. Wysoka aktywność LDH w surowicy stanowi u takich pacjentów negatywny czynnik rokowniczy. 
Ze względu na brak międzynarodowego standardu oznaczenia, znaczenie kliniczne ma nie jego wartość bezwzględna, lecz iloraz [aktywność]/[górna granica normy dla danego laboratorium]. 

LDH katalizuje reakcję równowagową: pirogronian + NADH_{2}^{+} ⇌ mleczan + NAD^{+}

Dehydrogenaza L-mleczanowa katalizuje wyłącznie przemianę kwasu L-mlekowego, podczas gdy D-mleczanowa jest selektywna do kwasu D-mlekowego. Ta dyskryminacja chiralna wynika z faktu, że chiralny enzym racemiczny z substratem daje dwa stereoizomery, a ich powstaniu towarzysza różne zmiany energetyczne. Co więcej, przejściu każdego enancjomeru w stan przejściowy towarzyszy również inny efekt energetyczny, tak więc przebieg reakcji w centrum aktywnym dehydrogenazy mleczanowej silnie faworyzuje przemianę tylko jednego z enancjomerów substratów.

## Genetyka u człowieka
Podjednostki M i H są kodowane przez dwa różne geny:
- Podjednostka M jest kodowana przez LDHA znajdujący się na chromosomie 11p15.4 (LACTATE DEHYDROGENASE-A; LDHA w bazie Online Mendelian Inheritance in Man (ang.))
- Podjednostka H jest kodowana przez LDHB znajdujący się na chromosomie 12p12.2-p12.1 (LACTATE DEHYDROGENASE B; LDHB w bazie Online Mendelian Inheritance in Man (ang.))
- Trzecia izoforma, LDHC lub LDHX podlega ekspresji wyłącznie w jądrach (LACTATE DEHYDROGENASE-C; LDHC w bazie Online Mendelian Inheritance in Man (ang.)), a jej gen jest prawdopodobnie duplikatem LDHA i także znajduje się na chromosomie 11 (11p15.5-p15.3)